# 鏡泰裕
鏡 泰裕（かがみ やすひろ、1959年 - ）は、日本のイラストレーター、原画家、アートディレクターである。

## 来歴
中野で美術学校に通いながら、富士見ファンタジア文庫の表紙の仕事をしていた。卒業後フリーのイラストレーターになる予定だったが、単発の仕事では生計を立てられず、学校が紹介してくれたナムコに就職することになった。

## 作品一覧

### ゲーム
- パックマン - イラスト（ナムコ/AC）
- ゼビウス - メカイラスト（ナムコ/AC）
- ギャプラス - ポスター、イラスト（ナムコ/AC）
- ダライアス外伝 - ポスター（タイトー/AC）
- ゾンビハンター - 広告、パッケージ（ハイスコアメディアワークス/MSX2）

### イラスト寄稿
いずれも表紙。

#### 雑誌
- 『ハイスコア』（ハイスコアメディアワークス）
- 『マヤ』（ワン・パブリッシング）

### 小説
- 西村京太郎『トンネルに消えた…』（角川書店）
- 西村京太郎『寝台特急八分停車』（角川書店）
- 志茂田景樹『彗星の艦隊』（角川書店）